# Аристид Брюан
Аристид Брюан (на френски: Aristide Bruant) е френски писател, поет и песнописец, една от легендите на френския шансон. Той е един от най-значимите поети на арго (жаргон) в края на ХІХ в. и началото на ХХ в.
Аристид Брюан е един от основателите на френския песенен жанр, наречен „реалистична песен", оставил трайни следи и в съвременния френски шансон, в който думите имат съществено значение. Аристид Брюан е увековечен от Анри дьо Тулуз-Лотрек на плакат с червен шал и черно палто.

## Биография
Роден е в буржоазно семейство. Ученолюбив и блестящ ученик, той получава първа награда по латински, старогръцки, история и музика. През 1862 г. пише първата си песен.
Баща му, пристрастен към алкохола, не успява да заплати последната година на обучението му. Аристид става чирак, а после занаятчия бижутер. Изработва бижута от злато и сребро и инкрустира скъпоценни камъни за бижутери.
Той научава арго по ресторанти и кафенета за по-бедните слоеве, където слуша изповеди на нещастници, бунтари, порочни жени и лоши момчета. Започва да се интересува живо от техния език и търси произхода на жаргона до Франсоа Вийон, като изучава речниците с арго от градската библиотека. Преди да започне да пише припеви с думи от арго, той пише нежни романси. Забелязва го певец, който го съветва да се яви на певчески конкурс, където Аристид Брюан има огромен успех. Окрилен от успеха си, той започва да изпълнява социални и весело-шеговити песни в кафенета и заведения.
Естрадни изпълнители представят негови песни в кабаре Черната Котка, и не след дълго самият Аристид Брюан започва да пее в кабарето посещавано от млади символисти и пише известната Балада за Черната Котка.
През 1885 г. открива свое заведение под името „Мирлитон“ в Монмартър. Първата вечер посетителите са само няколко и той започва да ги ругае с цветисти изрази. Този ругателен стил, афишите поръчани на Тулуз-Лотрек, песните за радостите и скърбите на мошениците, които тогава са на мода привличат много посетители. Неговият репертоар е популярен, както са популярни и произведенията на Емил Зола, Пол Адам, братя Гонкур и други.
През 1898 г. той се кандидатира на местните избори в парижкия квартал Белвил с лозунги като: „Кандидат на Народа", „Всички врагове на капиталистическите феодали ще гласуват за хуманния поет, за славния певец на Белвил" и други подобни. Въпреки многобройните предизборни събрания, на които той представя част от репертоара си и въпреки неговата програма, получава само 525 гласа.
Постепенно се откъсва от френския шансон и се посвещава на писателското творчество.

### Сборници песни
- Dans la rue (1889-1895), 2 vol., couv. et ill. de Steinlen, chez l'auteur, s. d. Ce recueil réunit la plupart des chansons d'Aristide Bruant.
- Chansons et monologues d'Aristide Bruant, 3 vol., avec musique, dessins de Borgex, château de Courtenay, Aristide Bruant, s. d. (1897 ?).
- Chansons et monologues d'Aristide Bruant, 1 fort volume, illustrations de Steinlen, G.Pion et autres, s. d. Editeur: H. Geffroy, Paris.

### Театър
- L'Homme aux grands pieds: scène comique.
- Aux bat' d'af' : drame en 8 tableaux.
- Cœur de française: drame en cinq actes et huit tableaux. En collaboration avec Arthur Bernède, créé à l'Ambigu le 23 octobre 1912.

### Романи
- Les Bas-Fonds de Paris, 3 vol., Jules Rouff, s. d. (1897 ?)
- La Loupiote, Tallandier, 1908. Arthur Bernède en a tiré un drame en cinq actes représenté au théâtre Molière le 5 mars 1909.
- Aux Bat' d'Af, Librairie contemporaine, 1911.
- Les Trois Légionnaires, Tallandier, 1912. Écrit avec Arthur Bernède.
- Serrez les rangs, 1913. Écrit avec Arthur Bernède.
- L'Alsacienne, Éditions Jules Tallandier, 1920.
- Tête de Boche, Tallandier, 1919.
- Madame Tête de Boche, Jules Tallandier, 1919.
- Fleur de Pavé, Tallandier, 1920.
- Captive, Tallandier, 1921.
- Le Cœur cassé, Tallandier, 1921.
- Les Princesses du Trottoir, Grand Roman Sensationnel Inédit, in-8, Paris, Ferenczy, 1925
- La Loupiote, Tallandier, 1935.
- Le Père La Loupiote
- L'Épouse vierge, 1936
- La Fiancée de Lothringen
- Aux Bat. d'Af. – Les Amours de la Pouliche, Grand roman sensationnel, Tallandier, 1910.

### Речници арго
- L'argot au XXe siècle. Dictionnaire français-argot, réalisé en grande partie par Léon de Bercy, Flammarion, 1901; 1905 avec un supplément. Étudié par Denis Delaplace dans Bruant et l'argotographie française, éditions Honoré Champion, 2004.
- A. Bruant et L. de Bercy, L'argot au XXe siècle (2009), édition par Denis Delaplace d'une version inversée (argot-français) et raisonnée, Paris, éditions Classiques Garnier, 1523p.

### Вестници
- Le Mirliton, 1885-1894. Месечник, двуседмичник, а по-късно седмичник.
- La Lanterne de Bruant, 1897-1899. Седмичник от 24 стр.